# Podrečany
Podrečany (em húngaro: Patakalja) é um município da Eslováquia, situado no distrito de Lučenec, na região de Banská Bystrica. Tem 11,62 km² de área e sua população em 2018 foi estimada em 540 habitantes.

## Demografia
| Ano:        | 1994 | 2004   | 2014   | 2024    |
| ----------- | ---- | ------ | ------ | ------- |
| Broj ljudi: | 563  | 599    | 565    | 508     |
| Razlika:    |      | +6,39% | -5,67% | -10,08% |

| Ano:               | 2023 | 2024   |
| ------------------ | ---- | ------ |
| Número de pessoas: | 519  | 508    |
| Diferença:         |      | -2,11% |